# 625. grenadirski polk (Wehrmacht)
625. grenadirski polk (izvirno nemško 625. Grenadier-Regiment; kratica 625. GR) je bil pehotni polk Heera v času druge svetovne vojne.